# Shane MacGowan and The Popes
The Popes — гурт, створений Шейном МакҐованом (з The Pogues) і Полом "Скаженим Псом" МакГіннессом, які грають суміш року з ірландською та американською народною музикою.
Shane MacGowan an The Popes випустили два студійних і один концертний альбом в 1990-х роках, виступаючи разом до 2005 року. У кінці 2006 року гітарист Пол МакГіннесс реформував гурт, який тепер складається з інших музикантів; він очолює їх до сьогодні.

## Історія

### 1992–1998 рр.: Shane MacGowan and The Popes
Після того, як Шейн МакҐован покинув The Pogues, він зібрав новий гурт, до складу якого увійшли Пол "Скажений Пес" МакГіннесс і Томмі МакМанамон.
МакГіннесс і МакМанамон стали ядром групи, грали на гітарі і тенор-банджо відповідно. Дейв Джордон та Черлі МакЛеннан також долучились до  Shane MacGowan and The Popes. До них приєдналися гітарист Мо О'Хаган і бас-гітарист Берні Франс, які грали з МакҐованом у гурті під назвою London Contemporary Five. Екс-учасник Exploited і Boothill Foot-Tappers барабанщик Денні Хітлі і  Колм O'Маонлай, який грав на вістлі, завершили формування гурту.
Саме до цього складу Джонні Депп приєднався у Top Of The Pops та інших музичних шоу. Він був режисером і з'явився у кліпі "That Woman's Got Me Drinking".
З цього складу лише МакГіннесс та МакМанамон залишались протягом усього часу,коли МакҐован був у складі гурту. Франса замінив Боб Доулінг на басу, Хітлі пішов пізніше - його замінив Енді Айрленд.

### 1998–2006: The Popes
Одночасно з використанням обох альбомів МакҐована, МакГіннесс і МакМанамон, як центр The Popes, записали кілька синглів і один студійний альбом, Holloway Boulevard, випущений в березні 2000 року.
Продюсер і звукорежисер Дейв Джордан помер від передозування героїну в Парижі, перебуваючи в дорозі з групою в березні 1995 року, згодом у жовтні 1996 року Чарлі МакЛеннан помер від інфекції, викликаної наркотиками. Через десять років, довга, але невдала, боротбюа з хворобою печінки і смерть 15 грудня 2006 року засновника гурту Тома МакМанамона (нар. 30 травня 1961 року в Лондоні, Англія) поклала край  Shane MacGowan and The Popes.
17 березня 2005 року The Popes зіграли своє заключне шоу з МакҐованом і розпалися до смерті МакМанамона в грудні 2006 року.

### 2006 – сьогодення: Реформація The Popes
Після смерті Томмі МакМанамона в кінці 2006 року Пол МакГіннесс реформував The Popes, написавши нови альбом  і затвердивши новим складом: Чарлі Хоскінс на гітарі, Вілл Моррісон на барабанах, Лорі Норвуд на басу, Бен Гуннері на скрипці.
Альбом зрештою був випущений в 2009 році під назвою Outlaw Heaven, у його записі взяли участь і Шейн МакҐован (запрошений вокаліст у трьох піснях) та Спайдер Стейсі.
Склад гурту знову змінився з приходом Джима МакАллістера - бас, Дейва Аллена - скрипка і Віскі Міка Роуана - мандоліна.
Гурт гастролював на міжнародному рівні, перш ніж випустити новий альбом New Church в 2012 році. За альбомом слідував ще один тур. Незабаром після виходу New Church, Чарлі Хоскінс залишив гурт і був замінений Йеном Брамблом. Джим МакАллістер також залишив гурт, його замінив Грег Кортні.
Протягом 2012 і 2013 років, цей склад гурту гастролював в Європі та Австралії. Новий альбом, який включав би у себе матеріал, написаним Полом МакГіннессом і новим складом, та попередній матеріал, був запланований на 2014 рік. Тим не менш, гурт був тимчасово розпущений через травму головного мозку МакГіннесса у листопаді 2013 року.

## Про членів гурту
Скрипаль Дейв Аллен і гітарист Йен Брамбл випустили різдвяну пісню і альбом спільно з Джоном Когланом.
Барабанщик Вілл Моррісон грає в «Here Be Dragons» з басистом Грегом Кортні.
У листопаді 2013 року Пол МакГіннесс отримав серйозну травму голови, через що був прикутий до ліжка місяцями. Станом на 8 червня 2014 року він все ще проживав у відділенні реабілітації травм головного мозку в госпіталі в Гомертоні.

## Учасники гурту

### Теперішній склад
- Пол "Скажений Пес" МакГіннесс - гітара, вокал (з 1993)
- Йен Брамбл - гітара, вокал (з 2012)
- Вілл Моррісон - барабани (з 2006)
- Грег Кортні - бас-гітара, вокал (2012)
- Дейв Аллен - скрипка, мандоліна, вокал (з 2009)
- Віскі Мік Роуан - мандоліна, вокал (з 2009)

### Колишні учасники
- Тома МакМанамон - тенор-банджо (1993-2006)
- Денні Хітлі - барабани, бек-вокал (1993-1998)
- Берні Франс - бас-гітара, вокал (1993-1996)
- Кієран "Мо" О'Хаган - гітара, бек-вокал (1993-1994)
- Лісон О'Кіффі - гітара (1994)
- Колм О'Манонлай - вістл (1993-1994)
- Пол Конлон - вістл (1994-1995)
- Джон Майерс - скрипка, вістл, гітара (1995-1998)
- Боб Доулінг - бас-гітара, бек-вокал (1995-1999)
- Енді Айрленд - барабани (1998-2006)
- Енді Нолан - акордеон (1999-?)
- Мік О'Коннел - акордеон (?-2002)
- Браян Келлі - тенор-банджо
- Міріан Кавана - скрипка
- Чарлі Хоскінс - гітара, бек-вокал (2006-2012)
- Ґеррі Дайвер - скрипка, банджо (2006-?)
- Лаурі Норвуд - бас-гітара (2006-?)
- Бен Ґуннері - віолончель, мандоліна (2006-?)
- Фіахра Шанкс - тенор-банджо,  мандоліна, гітара (2009)
- Джим МакАллістер - бас-гітара, бек-вокал (2009-2012)

### Запрошені музиканти
- Браян Робертсон - гітарист (альбом The Snake), продюсер (Christmas Party E.P. '96, My Way)
- Дейв Джордан - продюсер (Church of the Holy Spook EP, The Snake)
- Ед Дін - іспанська гітара у альбомі The Crock of Gold
- Ґеррі Дайвер - скрипка у Outlaw Heaven і New Church
- Джоі Кешмен - менеджер
- Джонні Депп - гітарист ("That Woman's Got Me Drinking"), режисер (кліп "That Woman's Got Me Drinking").
- Рон Кавана - член попереднього складу гурту, гітарист у "Haunted", композитор ("Snake With Eyes of Garnet")
- Серж О'Хара - піаніст, продюсер, співавтор "Sleepless Nights"
- Шиобан МакҐован - сестра Шейна МакҐована, дуетна партія "Fairytale of New York" (живий виступ), бек-вокалістка (живі виступи)
- Спайдер Стейсі - вістл (The Snake), вокаліст (Holloway Boulevard), грав на вістлі на деяких живих виступах 1988 року.
- Тереза МакҐован - матір Шейна МакҐована, брала учась у дуетній партій "Fairytale of New York" (живий виступ) (Across the Broad Atlantic)

## Дискографія

### Альбоми

#### Як Shane MacGowan & The Popes
- The Snake (жовтень 1994)
- The Crock of Gold (жовтень 1997)
- The Rare Oul' Stuff (2001 / січень 2002) [6]
- Across the Broad Atlantic: Live on Paddy's Day – New York and Dublin (лютий 2002)

#### Як The Popes
- Holloway Boulevard (березнь 2000)
- Release the Beast (Live in London 2003) (серпень 2004)[7]
- Outlaw Heaven (травень 2009)
- New Church (березень 2012)

### EP

#### Як Shane MacGowan & The Popes
- The Church of the Holy Spook (1994)
- My Way (1996)
- Christmas Party EP (1996)

#### Як The Popes
- Are You Looking At Me? (1998)

### DVD

#### Як Shane MacGowan & The Popes
- Live at Montreux 1995 (листопад 2004)